# ケンタウロス

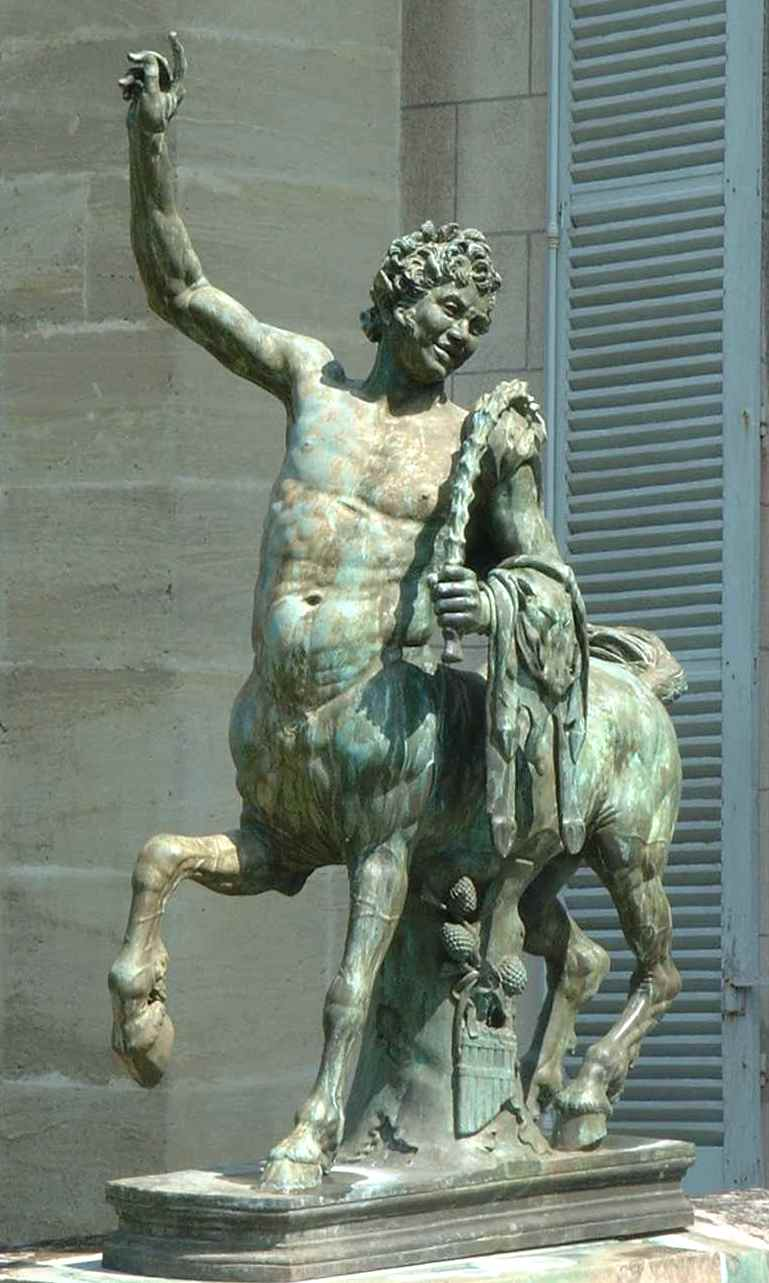
ケンタウロス

ケンタウロス（古希: Κένταυρος、ラテン語: Centaurus）とは、ギリシア神話に登場する半人半獣の種族の名前である。馬の首から上が人間の上半身に置き換わったような姿をしている。

## 神話・民俗
イクシーオーンとヘーラーの姿をした雲ネペレーとの間に産まれたとも、その間の息子であるケンタウロス（人名）が牝馬と交わり産まれた種族ともいわれる。テッサリアー地方のペーリオン山やアルカディア地方、エーリス地方などに住んでいたが、テッサリアー地方のケンタウロスはペイリトオスとの戦争で住処を追われて、ペロポネーソス半島南部のマレア岬に移動したともいわれる。
好色で酒好きの暴れ者だが、中には出自の異なるものがおり、彼らは野蛮ではない。クロノスとピリュラーの息子ケイローンは医学の祖とされ、医術の神アスクレーピオスをはじめ、アキレウスなど数々の英雄を教育した賢者として知られ、また不死であった。シーレーノスとトネリコの精であるニュンペーの息子ポロスも人格者である。
ケンタウロス族は戦いにおいてしばしば弓矢や槍、棍棒を使うとされる。星座のいて座は弓矢を持った姿から来ている。ケンタウロスではなくサテュロスともいわれる。

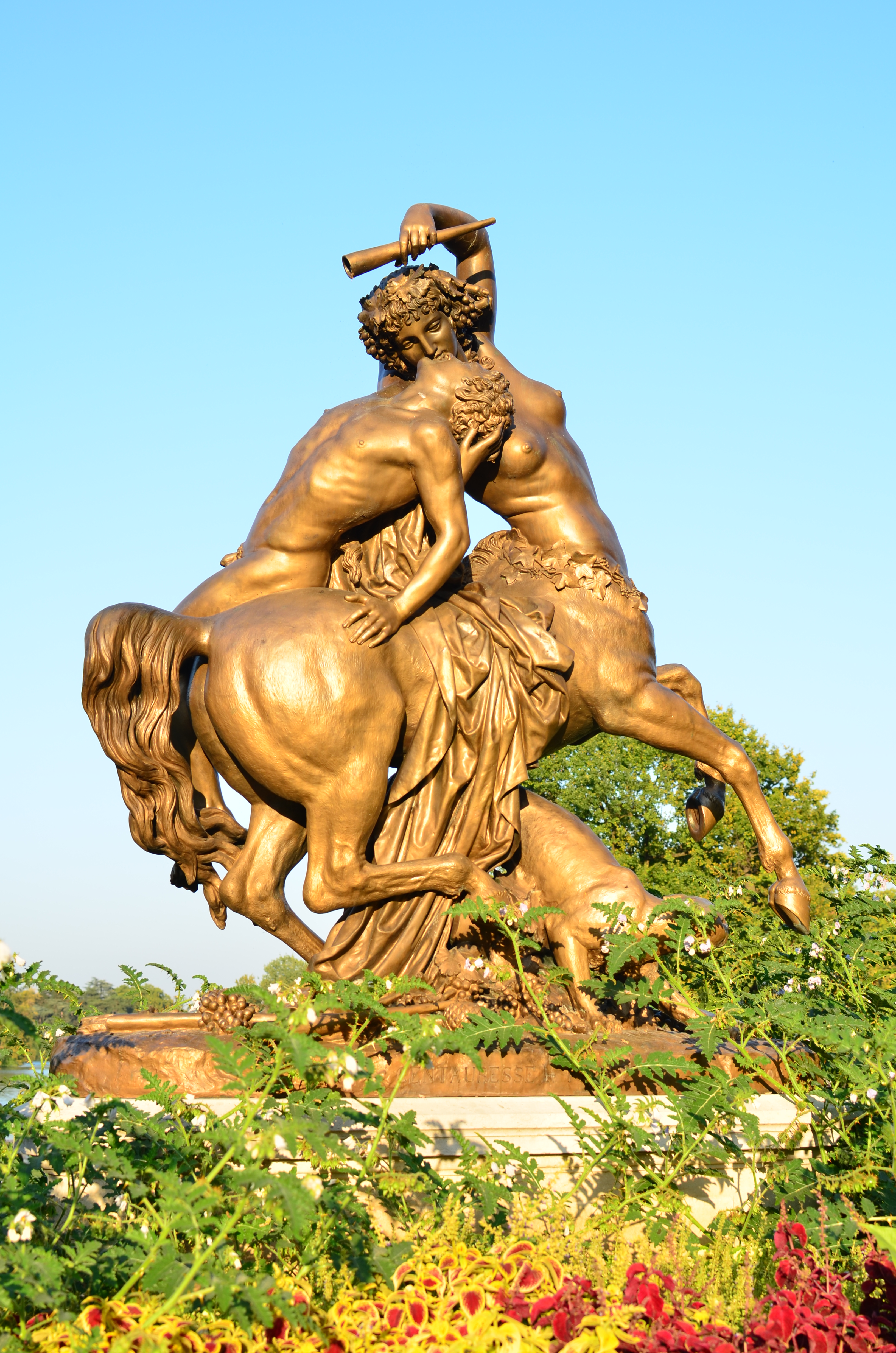
フランス・リヨンのテトドール公園内にある『Centauresse et Faune』オギュスタン・クルテ作。珍しい女性のケンタウロス像である

ダンテの『神曲』「地獄篇」第十二曲では、生前、人を虐げた暴君たちを血の川において懲らしめる獄卒の役目を果たしている。ダンテとウェルギリウスはケイローンと言葉を交わし、ネッソスに道を案内してもらった。
カッシート時代、中アッシリア時代の印章やクドゥル、ヘレニズム時代のバビロニアのスタンプ印章にはケンタウロスの模様が刻まれていることがある。バビロニアにおけるケンタウロスの模様には、サソリの尻尾が付属しているものもある。
ケンタウロスの女性形であるケンタウリスは、紀元前5世紀の画家・ゼウクシスが考案したとされるが、神話文学における裏付けは存在せず、芸術作品としても若干数である。

## 起源・語源
ケンタウロス像の起源は東方の騎馬民族であるスキタイ人と戦ったギリシア人が、彼らを怪物視したものだという説がある。すなわち、ケンタウロスは乗馬文化を持たない者が騎馬民族を見て怪物と見間違い、生まれたのではないかという訳である。スキタイ人は馬上から弓を射る「騎射」に優れていた。
ただし、この説は疑問視する意見も多い。また、ケンタウロスという名前の語源は「牛殺し」だという説がある（「刺し貫く牡牛」だとする意見もある）。また、ケンタウロスは「牡牛を駆け集める者」の意であり、テッサリアに住んでいた原始の牧夫の集団がモデルではないかという説がある。

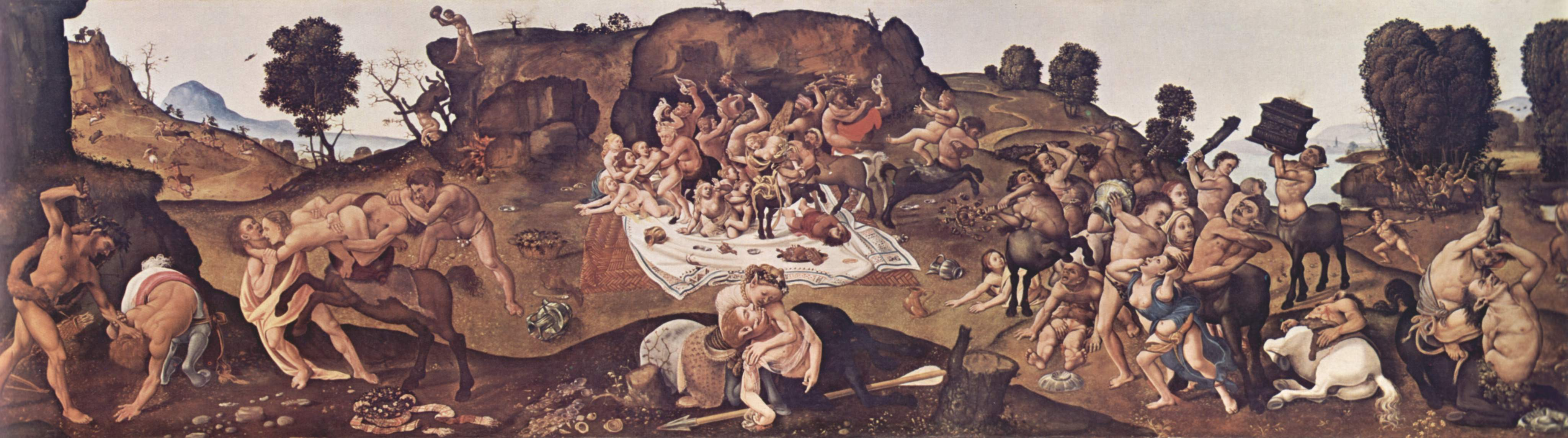
『ケンタウロスとラピテース族の戦い』 ピエロ・ディ・コジモ画、1500年-1515年ごろ